# Banda Negra (Revolução Francesa)
A "Banda Negra" é uma expressão que ficou conhecida por designar uma associação de especuladores que, durante a Revolução Francesa, com a colocação em sequestro dos bens do Clero (pelos decretos de 13 de Maio e 16 de Julho de 1790) e dos emigrados (pelos decretos de 2 de Setembro de 1792 e 3 de Junho de 1793), se formou para comprar a preço baixo castelos, abadias e monumentos de arte de alto valor, com o objetivo de ocupá-los ou revendê-los com lucro ou de demoli-los e efetuar a venda dos materiais retirados das demolições.
A expressão parece ter sido usada mesmo antes da Revolução Francesa para designar uma forma de violência camponesa, mais destrutiva que mortífera, que não parecia ser, para o bem ou para o mal, espontânea.
O primeiro texto que menciona o termo de forma explícita é um panfleto da época do Primeiro Império Francês que fala de assaltos imputados a camponeses, em particular de devastações florestais, dirigidas, segundo o autor, por um certo Martin Beaudoin, dos Andelys, descrito como um « milionário ».
Alguns anos mais tarde, o termo especializa-se para estigmatizar operações financeiras levadas a cabo com a compra a baixo preço de bens nacionais demolidos com o intuito de recuperar seus materiais. A expressão torna-se de uso corrente a partir da Restauração, num contexto ideológico hostil à Revolução. 
O exemplo mas famoso é a compra, em Maio de 1791, da Abadia de Royaumont pelo Marquês Jean-Joseph Bourguet de Guilhem de Travanet, que transforma os edifícios convencionais em fiações. 

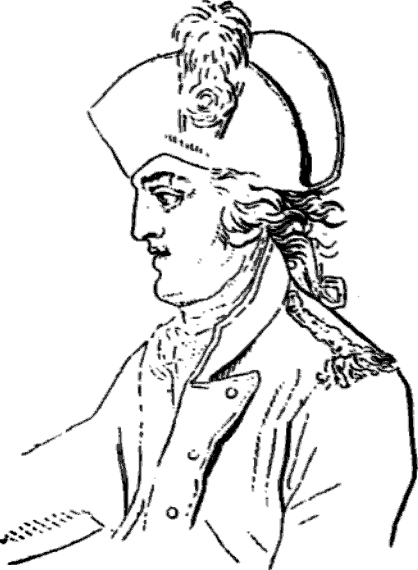
Antoine Joseph Santerre.

Pode-se também citar Antoine Joseph Santerre, Jean-Nicolas Pache, Antoine Merlin de Thionville ou ainda o Conde de Saint-Simon, que concebeu seriamente o projeto de comprar a Catedral de Notre-Dame para "desmembrá-la" e vender os materiais em sua totalidade ...
Todos os compradores de bens nacionais e os especuladores tinham em comum o desejo de impedir o retorno à situação anterior a 1789 e de ter que restituir os bens por eles adquiridos após 1791.
As atividades da "Banda Negra" prosseguiram até 1825 e mesmo depois disso . Honoré de Balzac faz referência ao termo em vários romances

## As leis sobre o sequestro dos «bens inimigos»
A massa de bens confiscados serve de garantia hipotecária para os "Assignats".
As vendas foram ordenadas e reguladas por uma série de decretos que davam certas facilidades aos compradores, que podiam escalonar seus reembolsos por muitos anos.
As cidades enviaram para a Assembleia Nacional Constituinte relações contendo ofertas para os bens nacionais que desejavam adquirir. Particulares também foram tentados a adquirir bens imobiliários.
Quando se examinam os dossiês, percebe-se rapidamente que os negócios mais vultosos foram feitos em benefício de personalidades pertencentes ao poder público ou protegidas por ele, ou seja, pelas novas elites.
Todos os bens cujo valor ultrapassava seis bilhões foram vendidos durante o Ano III da Revolução, porém com perda e em proporções consideráveis.
Para alguns, estas operações realizadas sobre os bens nacionais foram extremamente lucrativas e explicam, ainda hoje, a origem de algumas das grandes fortunas francesas.

## As condições de aquisição dos bens nacionais
O princípio era de comprar os bens nacioanis a bom preço. Se o comprador fosse iniciado nas engrenagens da especulação e se beneficiasse de fortes proteções políticas entre 1791 e 1795, era possível, a partir de um investimento mínimo, centuplicar o capital inicial no espaço de dois a três anos.
A princípio subordinadas às regras da venda "pela melhor oferta" em venda pública, com anúncio e cartazes, as vendas tinham lugar periodicamente nas grandes cidades ou nas pequenas comunidades.
A partir de 1792, aconteceram acordos ilícitos e certos lances passaram a ser feitos por "laranjas" ("testas de ferro") ou substitutos. Diversos convencionais também adquiriram bens nacionais usando nomes falsos.
Ainda mais grave, numerosas testemunhas atestam manobras de intimidação de certos cidadãos sobre outros, tornando os mecanismos de aquisição deturpados ; assim, a redistribuição equitativa ou « democrática » das riquezas pelo viés dos bens nacionais foi apenas uma isca.
As vendas mais importantes foram feitas sem publicidade, discretamente, sem respeito pelas regras. Os maiores compradores, que podiam dispor de um prazo de muitos anos para seus reembolsos, contavam com a depreciação rápida dos Assignats republicanos.
O caso do constituinte Jean-Pierre de Batz, que adquiriu sua propriedade de Chadieu na Auvergne, foi estudado, mas este é apenas um exemplo entre dezenas .

## As emissões de falsos Assignats
Para acelerar a baixa dos Assignats e, por consequência, acelerar o reembolso das compras, os compradores, notadamente os membros da "Banda Negra", que especulavam abertamente as revendas, favoreceram a emissão e a distribuição de falsos Assignats em grande escala . 
Assim, uma fábrica bastante importante foi criada na Rua de la Source, em Surennes, perto de Paris. Uma cervejaria servia de fachada às operações. Uma vez impressos, esses Assignats, eram distribuídos e « lavados »  nas grandes casas de jogo do Palais-Royal que produziam somas astronômicas, o equivalente a muitos cassinos dos dias de hoje.
A fábrica era protegida por Stanislas Maillard, assalariado do banqueiro Jean-Frédéric Perrégaux e entrou em funcionamento muitos meses antes da Jornada de 10 de Agosto de 1792, que marcou a queda do Rei Luís XVI do poder. 
Denunciados pelos girondinos, notadamente por Étienne Clavière, que era ministro girondino das Contribuições Públicas, os falsários de Surennes foram presos em 13 de Agosto de 1793. Alguns deles foram encarcerados, entre eles o Conde de Preissac, o Conde de Kératry, Étienne de Mallet, Jean-Suzanne de Sentuary e Hilarion de Louesnich, todos clientes das casas de jogo do Palais-Royal e com ótimo relacionamento com os Exagerados da Comuna de Paris. 
Stanislas Maillard encarregou-se de sua prisão mas favoreceu sua fuga das prisões de Paris antes dos "Massacres de Setembro". Os prisioneiros haviam sido reunidos na Prisão do Châtelet que foi uma das últimas prisões a ser visitada pelos assassinos. 
A fábrica de Assignats falsos de Surennes voltou a funcionar em Outubro, sob a direção de MM. Egrée, Villardy, Caradec de Kerloury e outros. Dossonville, que havia sido encarregado da repressão dos Assignats falsos por Clavière - inprudente na escolha deste agente, secretamente próximo dos Exagerados da Comuna que o absolveram no dia seguinte ao "10 de Agosto" -, dirigiu sua perseguição sobre as pequenas fabricações artesanais em outros pontos, como Champigny. Em contrapartida, ele protegeu por muito tempo os « cervejeiros de Suresnes » ; porém, não hesitou em sacrificá-los no Ano II, encomendando ao informante da polícia Louis-Guillaume Armand um relatório contra eles. Este relatório será um dos que serão utilizados por Élie Lacoste para o processo dito dos "camisas vermelhas".
No Palais-Royal, os membros da "Banda Negra" e seus amigos distribuíram dinheiro falso em diversos salões de jogos, mesmo prestigiados. O sistema era bem montado e muitos cidadãos que entravam com dinheiro bom, depois de jogar, saíam, no melhor dos casos, com dinheiro falso.
A baixa do valor dos Assignats acentuou-se de maneira espetacular e foi assim que uma prestação paga em 1793 para reembolso a prazo de um bem adquirido em 1791 não correspondia praticamente a mais nada. A Madame de Sainte-Amaranthe, que seguiu este movimento geral, adquiriu em 1789 - quando ela não possuía um vintém - imóveis na Rua d'Hauteville, notadamente uma grande mansão, que fez restaurar em 1793, e ainda o domínio de Sucy-en-Brie, castelo e terras. Mas este caso não é nada frente a outros envolvendo representantes em missão ou administradores, todos compradores revolucionários via Assignats de bens cujo valor real ultrapassa toda imaginação. Serão estes, revolucionários exagerados, que se ligarão contra aquele que representava seu maior perigo, Maximilien de Robespierre. A intimação de representantes, entre eles Jean-Baptiste Carrier, Joseph Le Bon, Joseph Fouché e Jean-Lambert Tallien, pelo "Incorruptível", na primavera de 1793, foi combatida pelo seu aliado no Comitê de Salvação Pública, Bertrand Barère de Vieuzac, transformado em rico proprietário de terras.

## Os «homens de rapina»
Os compradores de bens nacionais de grande importância ou relevância, quer dizer, vastos domínios abaciais, monumentos históricos, castelos, igrejas e suas dependências, etc. distribuíam-se entre membros das assembleias parlamentares da Revolução - contam-se mais "Montanheses" que "Girondinos" -, membros da Comuna de Paris surgidos no "10 de Agosto", como o "setembrista" Didier Jourdeuil, e antigos nobres engajados com a Revolução (membros da primeira assembleia e vistos como traidores pelos emigrados de Coblence) e pouco inclinados a ver restabelecida a antiga ordem.
Estes antigos nobres não haviam abandonado suas convicções aristocráticas e pareciam entender-se com aqueles revolucionários que, pretendendo-se republicanos - como o prefeito Pache e seus amigos da Comuna de Paris, do Comitê de Salvação Pública e do Ministério da Guerra -, não acreditavam no futuro da democracia e estavam dispostos a tudo para instalar um poder para sua conveniência e a de seus amigos. Havia entre eles diversas nuances e divergências de pontos de vista, mas o que os reunia era sua crença na livre empresa e na manutenção das prerrogativas de uma elite sobre o "povo".
Assim, os projetos de economia política de colaboração social e de abertura política da República do Ano II às potências neutras, encarnados por certos republicanos como Robespierre e Saint-Just, a partir da primavera de 1793, devem ser combatidos e a representação nacional « cutucada », segundo o jargão da época. 
Neste sentido, os empreendimentos dos "compradores" - deputados da Montanha e administradores da Comuna -, a princípio contra os Girondinos e depois contra os projetos de expurgo da Convenção dentro dela própria pela força, inscrevem-se perfeitamente dentro dessa lógica. Ora, é no Palais-Royal, dentro da nebulosa formada por aqueles que pertencem à Banda Negra, que se formaram os projetos de exagero e encarecimento demagógico.
Estes projetos foram encorajados deliberadamente, desde o processo contra Luís XVI, por representantes do ambiente das altas finanças internacionais cuja presença, nesses lugares, justifica-se bem. O banqueiro da Corte Jean-Joseph de Laborde e seu filho Laborde de Méréville participaram ativamente no apoio às casas de jogos do Palais-Royal. Laborde foi acionista de muito delas. Fundos destinados aos « agitadores » da Comuna foram distribuídos por intermédio de alguns dentre eles. Jacob Péreyra, que foi um dos mais impiedosos perseguidores dos Girondinos, com Berthold Proly e os frequentadores do salão das Arcadas, Desfieux, Guzman, Collot d'Herbois, Lazowski ou ainda Varlet, distribuíam fundos aos seus colegas.